# Ed Siudut
Edward F. Siudut, detto Ed (Everett, 22 aprile 1947 – Pittsfield, 15 maggio 2012.), è stato un cestista statunitense.

## Carriera
Frequentò la Everett High School e fu il primo nella storia della scuola a superare i 1.000 punti realizzati. Successivamente disputò tre stagioni al College of the Holy Cross, in cui mantenne la media di 22,4 punti a partita (terzo di sempre a Holy Cross).
Dopo il college venne selezionato al Draft NBA 1969 dai San Francisco Warriors e al Draft ABA dai New York Nets. Non giocò tuttavia negli Stati Uniti d'America, ma disputò una stagione in Italia con la Pallacanestro Cantù; realizzò 452 punti in 22 partite, classificandosi al 9º posto tra i marcatori del campionato 1969-1970.
Dopo il ritiro esercitò la professione di ufficiale giudiziario presso la Worcester Superior Court e la Norfolk Superior Court.